# 神精榜
《神精榜》是颜开在《知音漫客》连载的漫画。作者也在杂志上连载的3部作品针对3个不同的年龄层，如8岁的小孩可以看《神精榜》而14岁就可以看《星海镖师》。在重庆签售，作者也参与过《魔比斯环》、《蓝猫》等动画片制作。题材选取魔幻神奇故事，讲述三个主角在魔法学校学习的过程，结合《山海经》等经典。